# Премія Денні Гайнемана з математичної фізики
Пре́мія Де́нні Га́йнемана з математи́чної фі́зики (англ. Dannie Heineman Prize for Mathematical Physics) — премія, яку щорічно присуджують Американське фізичне товариство разом з Американським інститутом фізики (AIP). Нагороду було засновано у 1959 році фондом Гайнемана і вона отримала свою назву на честь бельгійсько-американського інженера, бізнесмена і мецената Денні Гайнемана. Премію присуджують за опубліковані праці в галузі математної фізики, що зробили значний внесок у цю галузь.
Станом на 2010 рік премія включала 10 000 доларів США грошової винагороди та сертифікат із зазначенням внесків, зроблених одержувачем, а також компенсацію витрат на проїзд для участі в зустрічі, на якій вручається премія

## Лауреати премії
| Рік   | Лауреат                                              | Обґрунтування нагороди |
| ----- | ---------------------------------------------------- | --- |
| 1959  | Маррі Гелл-Манн                                      | За внесок у теорію поля та теорію елементарних частинок Оригінальний текст (англ.) [«For his contributions to field theory and to the theory of elementary particles»] Помилка: [undefined] Помилка: {{Lang}}: немає тексту (допомога): не вказано код мови (допомога) |
| 1960  | Оге Бор                                              | За внесок у розвиток теорії будови ядра Оригінальний текст (англ.) [«For his contributions tot he development of the theory of the structure of the nucleus»] Помилка: [undefined] Помилка: {{Lang}}: немає тексту (допомога): не вказано код мови (допомога) |
| 1961  | Марвін Гольдбергер                                   | За використання та розширення дисперсійних співвідношень у фізиці сильно взаємодіючих елементарних частинок Оригінальний текст (англ.) [«For his utilization and extension of dispersion relations in the physics of strongly interacting elementary particles»] Помилка: [undefined] Помилка: {{Lang}}: немає тексту (допомога): не вказано код мови (допомога) |
| 1962  | Леон Ван Хоув                                        | За внесок у статистичну механіку та теорію поля Оригінальний текст (англ.) [«For his contributions to statistical mechanics and to field theory»] Помилка: [undefined] Помилка: {{Lang}}: немає тексту (допомога): не вказано код мови (допомога) |
| 1963  | Кейт Бракнер                                         | За внесок у теорію елементарних частинок, ядер і конденсованих речовин, особливо за його мужність і наполегливість у виведенні властивостей ядерної матерії з нуклон-нуклонних взаємодій Оригінальний текст (англ.) [«For contributions to the theory of elementary particles, nuclei and condensed matter, especially his courage and persistence in deriving the properties of nuclear matter from nucleon-nucleon interactions»] Помилка: [undefined] Помилка: {{Lang}}: немає тексту (допомога): не вказано код мови (допомога) |
| 1964  | Тулліо Редже                                         | За важливі роботи, які вводять у теорію частинок концепцію аналітичного продовження кутового моменту Оригінальний текст (англ.) [«For important papers introducing into particle theory the concept of analytic continuation in angular momentum»] Помилка: [undefined] Помилка: {{Lang}}: немає тексту (допомога): не вказано код мови (допомога) |
| 1965  | Фрімен Дайсон                                        | За внесок у квантову теорію поля та теорію S-матриці Оригінальний текст (англ.) [«For his contributions to quantum field theory and the theory of the S-matrix»] Помилка: [undefined] Помилка: {{Lang}}: немає тексту (допомога): не вказано код мови (допомога) |
| 1966  | Микола Боголюбов                                     | За низку видатних досягнень у використанні ресурсів сучасної математики для вирішення фундаментальних проблем фізики, і зокрема за перше строге доведення дисперсійних співвідношень для непрямого розсіювання елементарних частинок Оригінальний текст (англ.) [«For several outstanding achievements in bringing the resources of modern mathematics to bear upon fundamental problems of physics, and in particular for the first rigorous proof of dispersion relations for the non-forward scattering of elementary particles»] Помилка: [undefined] Помилка: {{Lang}}: немає тексту (допомога): не вказано код мови (допомога) |
| 1967  | Джан-Карло Вік                                       | За внесок у квантову теорію поля, за його дослідження теорії розсіювання частинок зі спіном і його останній глибокий аналіз принципів симетрії у фізиці Оригінальний текст (англ.) [«For contributions to quantum field theory, for his investigation of the theory of scattering of particles with spin, and his recent deep analysis of the symmetry principles in physics»] Помилка: [undefined] Помилка: {{Lang}}: немає тексту (допомога): не вказано код мови (допомога) |
| 1968  | Серджо Фубіні                                        | За розвиток ним співвідношень суперконвергенції та їх застосування до фундаментальних проблем фізики елементарних частинок, як приклад видатних публікацій у галузі математичної фізики Оригінальний текст (англ.) [«For his development of superconvergence relations and their applications to fundamental problems of elementary particle physics, as examples of outstanding publication in the field of mathematical physics»] Помилка: [undefined] Помилка: {{Lang}}: немає тексту (допомога): не вказано код мови (допомога) |
| 1969  | Артур Вайтман                                        | За створення аксіоматичної квантової теорії поля та за значний внесок у її розвиток Оригінальний текст (англ.) [«For founding axiomatic quantum field theory and for continued major contributions to its development»] Помилка: [undefined] Помилка: {{Lang}}: немає тексту (допомога): не вказано код мови (допомога) |
| 1970  | Намбу Йоїтіро                                        | За його різноманітний та глибокий внесок у теорію, зокрема за аналіз порушення симетрії у фізиці елементарних частинок та калібрувальної інваріантності в надпровідності в теорії БКШ, як приклади математичної фізики\| Оригінальний текст (англ.) [«For his diverse and profound contributions to theory, specifically for analysis of symmetry breaking into particle physics and of gauge invariance in the BCS theory of superconductivity, as examples of mathematical physics»] Помилка: [undefined] Помилка: {{Lang}}: немає тексту (допомога): не вказано код мови (допомога) |
| 1971  | Роджер Пенроуз                                       | За його внесок у загальну теорію відносності, включаючи нові математичні методи, нові закони збереження та його теорему про сингулярності у просторі-часі, кожен з яких представлений видатною публікацією в галузі математичної фізики Оригінальний текст (англ.) [«For his contribution to general relativity including new mathematical techniques, new conservation laws and his theorem on singularities in space-time, each represented by an outstanding publication in the field of Mathematical Physics»] Помилка: [undefined] Помилка: {{Lang}}: немає тексту (допомога): не вказано код мови (допомога) |
| 1972  | Джеймс Бйоркен                                       | За його внесок у теорію елементарних частинок, зокрема його з'ясування зв'язку між поведінкою струму на коротких відстанях і такими фізичними явищами, як непружне розсіювання лептонів — внесок, який є прикладом видатних публікацій у галузі математичної фізики Оригінальний текст (англ.) [«For his contributions to particle theory, in particular his elucidation of the connection between the short distance behavior of current and such physical phenomena as inelastic lepton scattering -- contributions that are examples of outstanding publication in the field of mathematical physics»] Помилка: [undefined] Помилка: {{Lang}}: немає тексту (допомога): не вказано код мови (допомога) |
| 1973  | Кеннет Вільсон                                       | За його роботу над наслідками інваріантності порушеного масштабу в квантовій теорії поля та за його роботу над масштабуванням поведінки критичних явищ у статистичній механіці Оригінальний текст (англ.) [«For his work on the implications of broken scale invariance in quantum field theory and for his work on the scaling behavior of critical phenomena in statistical mechanics»] Помилка: [undefined] Помилка: {{Lang}}: немає тексту (допомога): не вказано код мови (допомога) |
| 1974  | Субрахманьян Чандрасекар                             | За застосування елегантних і строгих методів математичної фізики до проблем зіркової структури, радіаційного переносу, гідромагнітної стабільності, постньютонівського наближення в загальній теорії відносності та стійкості до обертових, гравітаційних тіл, таким чином продовжуючи та оновлюючи традицію запроваджену такими фізиками-математиками, як Пуанкаре та лорд Релей Оригінальний текст (англ.) [«For application of the elegant and rigorous techniques of mathematical physics to problems of stellar structure, radiative transfer, hydromagnetic stability, the post-Newtonian approximation in general relativity, and the stability off rotating, gravitating bodies, thus continuing and bringing up to date the tradition established by such mathematical physicists as Poincare and Lord Rayleigh»] Помилка: [undefined] Помилка: {{Lang}}: немає тексту (допомога): не вказано код мови (допомога) |
| 1975  | Людвіг Фаддєєв                                       | Оригінальний текст (англ.) [«For his mathematically and physically incisive work on the three-body problem, and for his profound contribution to the quantization of gauge fields by the method of functional integration»] Помилка: [undefined] Помилка: {{Lang}}: немає тексту (допомога): не вказано код мови (допомога) |
| 1976  | Стівен Гокінг                                        | За відкриття ним дивовижних особливостей гравітаційних сингулярностей у загальній теорії відносності, включаючи ріст і загибель чорних дір і Всесвіту, представлені видатними публікаціями в галузі математичної фізики Оригінальний текст (англ.) [«For his discovery of remarkable features of gravitational singularities in General Relativity including the growth and the death of black holes and the universe all represented by outstanding publications in the field of mathematical physics»] Помилка: [undefined] Помилка: {{Lang}}: немає тексту (допомога): не вказано код мови (допомога) |
| 1977  | Стівен Вайнберг                                      | За його формулювання уніфікованих калібрувальних теорій слабких і електромагнітних взаємодій та аналіз ролі спонтанної симетрії в таких теоріях, усі вони представлені видатними публікаціями в галузі математичної фізики Оригінальний текст (англ.) [«For his formulation of unified gauge theories of weak and electromagnetic interactions and his analysis of the role of spontaneous symmetry briefing in such theories, all represented by outstanding publications in the field of mathematical physics»] Помилка: [undefined] Помилка: {{Lang}}: немає тексту (допомога): не вказано код мови (допомога) |
| 1978  | Елліот Ліб                                           | За його внесок у статистичну механіку, особливо за отримання точного розв'язку задач з використанням двовимірних сегнетоелектричних моделей, і вирішальне роз'яснення кулонівських взаємодій, все це представлено видатними публікаціями в галузі математичної фізики Оригінальний текст (англ.) [«For his contributions to statistical mechanics, especially for obtaining the exact solution to problems using two-dimensional ferroelectric models, and the decisive clarification of Coulomb interactions, all represented by outstanding publications in the field of mathematical physics»] Помилка: [undefined] Помилка: {{Lang}}: немає тексту (допомога): не вказано код мови (допомога) |
| 1979  | Герард 'т Гофт                                       | За його внесок у квантову теорію поля, зокрема за дослідження перенормування та інших особливостей неабелевих калібрувальних теорій, усі представлені видатними публікаціями в галузі математичної фізики Оригінальний текст (англ.) [«For his contributions to Quantum Field Theory, in particular for his studies of the renormalization and other features of Non-Abelian Gauge Theories, all represented by outstanding publications in the Field of Mathematical Physics»] Помилка: [undefined] Помилка: {{Lang}}: немає тексту (допомога): не вказано код мови (допомога) |
| 1980  | Артур Джаффе Джеймс Глімм                            | За їхній спільний внесок у конструктивну квантову теорію поля; зокрема за їхні розв'язки моделей взаємодіючих полів у двох і трьох вимірах простору-часу, демонструючи таким чином сумісність релятивістської інваріантності, квантової механіки та теорії локального поля Оригінальний текст (англ.) [«For their joint contributions to constructive quantum field theory; in particular for their solutions of models of interacting fields in two and three space-time dimensions, thereby demonstrating the compatibility of relativistic invariance, quantum mechanics, and local field theory»] Помилка: [undefined] Помилка: {{Lang}}: немає тексту (допомога): не вказано код мови (допомога) |
| 1981  | Джеффрі Ґолдстоун                                    | За його внесок у ядерну фізику, фізику конденсованих середовищ і квантову теорію поля, у створення першої строгої діаграмної техніки для проблеми багатьох тіл і в доведення фундаментальної теореми про спонтанно порушену глобальну симетрію Оригінальний текст (англ.) [«For his contribution to nuclear physics, condensed matter physics and to quantum field theory, in establishing the first rigorous diagrammatic technique for the many-body problem and in proving a fundamental theorem on spontaneously broken global symmetry»] Помилка: [undefined] Помилка: {{Lang}}: немає тексту (допомога): не вказано код мови (допомога) |
| 1982  | Джон Клайв Вард                                      | За внесок у математичну фізику, особливо в теорію перенормування та калібрувальні теорії елементарних взаємодій Оригінальний текст (англ.) [«For his contributions to Mathematical Physics especially in renormalization theory and gauge theories of elementary interactions»] Помилка: [undefined] Помилка: {{Lang}}: немає тексту (допомога): не вказано код мови (допомога) |
| 1983  | Мартін Крускал                                       | За його важливий внесок у загальну теорію відносності, фізику плазми та особливо в теорію деяких спеціальних нелінійних диференціальних рівнянь, корисних у багатьох галузях фізики Оригінальний текст (англ.) [«For his important contributions to general relativity, plasma physics and especially to the theory of some special nonlinear differential equations useful in many areas of physics»] Помилка: [undefined] Помилка: {{Lang}}: немає тексту (допомога): не вказано код мови (допомога) |
| 1984  | Роберт Гріффітс                                      | За внесок у статистичну механіку та термодинаміку; зокрема, за його роботи з кореляційних нерівностей, теорії трикритичних точок і фазових рівноваг Оригінальний текст (англ.) [«For his contribution to statistical mechanics and thermodynamics; in particular, for his work on correlation inequalities, the theory of tricritical points, and phases equilibria»] Помилка: [undefined] Помилка: {{Lang}}: немає тексту (допомога): не вказано код мови (допомога) |
| [1985 | Давід Рюель                                          | За його систематичні пошуки математичної основи, необхідної для розширення фізичного розуміння в областях квантової теорії поля, статистичної механіки та турбулентності Оригінальний текст (англ.) [«For his systematic pursuit of the mathematical basis needed for broadened physical insight in the areas of quantum field theory, statistical mechanics and turbulence»] Помилка: [undefined] Помилка: {{Lang}}: немає тексту (допомога): не вказано код мови (допомога) |
| 1986  | Олександр Поляков                                    | За внесок у математичну фізику шляхом аналізу топологічних ефектів у квантовій теорії поля, що відноситься до статистичних систем і елементарних частинок Оригінальний текст (англ.) [«For his contributions to Mathematical Physics by his analyses of topological effects in quantum field theory as pertains to statistical systems and elementary particles»] Помилка: [undefined] Помилка: {{Lang}}: немає тексту (допомога): не вказано код мови (допомога) |
| 1987  | Родні Бакстер                                        | За його новаторське використання математичного аналізу для вирішення в точній аналітичній формі проблем фундаментального значення в статистичній механіці, які безпосередньо стосуються кооперативних явищ, фазових переходів і квантової теорії поля Оригінальний текст (англ.) [«For his novel use of mathematical analysis to solve in exact analytical form problems of fundamental importance in statistical mechanics relating directly to cooperative phenomena, phase transitions and quantum field theory»] Помилка: [undefined] Помилка: {{Lang}}: немає тексту (допомога): не вказано код мови (допомога) |
| 1988  | Юліус Весс Бруно Зуміно                              | За вирішальний внесок у відкриття та розвиток суперсиметрії, глибоке розширення нотації просторово-часової симетрії, яка може лежати в основі об'єднання фундаментальних сил Оригінальний текст (англ.) [«For crucial contributions to the discovery and development of supersymmetry, a profound extension of the notation of space-time symmetry, that may underlie unification of the fundamental forces»] Помилка: [undefined] Помилка: {{Lang}}: немає тексту (допомога): не вказано код мови (допомога) |
| 1989  | Джон Стюарт Белл                                     | За його численні видатні оригінальні внески в квантову теорію та фізику елементарних частинок; зокрема, у нерівність Белла, яка зіграла велику роль у теоретичних та експериментальних роботах з основ квантової механіки Оригінальний текст (англ.) [«For his numerous incisive original contributions to quantum theory and elementary particle physics; in particular, for the Bell inequality, which has played a major role in theoretical and experimental work on the foundations of quantum mechanics»] Помилка: [undefined] Помилка: {{Lang}}: немає тексту (допомога): не вказано код мови (допомога) |
| 1990  | Яків Синай                                           | За відкриття нових концепцій і докази глибоких математичних теорем, які стали центральними для нашого розуміння як динамічних систем, так і основ статистичної механіки Оригінальний текст (англ.) [«For his discoveries of new concepts and his proofs of deep mathematical theorems that have become central to our understanding of both dynamical systems and the foundations of statistical mechanics»] Помилка: [undefined] Помилка: {{Lang}}: немає тексту (допомога): не вказано код мови (допомога) |
| 1991  | Томас Спенсер Юрґ Фроліх                             | За їхню спільну роботу в наданні суворих математичних розв'язків деяких видатних проблем статистичної механіки та теорії поля Оригінальний текст (англ.) [«For their joint work in providing rigorous mathematical solutions to some outstanding problems in statistical mechanics and field theory»] Помилка: [undefined] Помилка: {{Lang}}: немає тексту (допомога): не вказано код мови (допомога) |
| 1992  | Стенлі Мандельштам                                   | За його фундаментальний внесок у фізику елементарних частинок, включаючи уявлення Мандельштама, яке демонструє аналітичність, властивості амплітуд розсіювання, формулювання релятивістської струни як унітарної теорії взаємодіючих частинок, а також його впливову роботу над калібрувальними теоріями Оригінальний текст (англ.) [«For his fundamental contributions to elementary particle physics, including the Mandelstam representation, which displays the analyticity, properties of scattering amplitudes, the formulation of the relativistic string as a unitary theory of interacting particles, and his influential work on gauge theories»] Помилка: [undefined] Помилка: {{Lang}}: немає тексту (допомога): не вказано код мови (допомога) |
| 1993  | Мартін Гутцвіллер                                    | За його проникливі дослідження напівкласичної межі квантової механіки, і зокрема його формулу сліду, яка зв'язує квантовий спектр з періодичними класичними орбітами Оригінальний текст (англ.) [«For his incisive studies of the semi-classical limit of quantum mechanics, and in particular his trace formula relating the quantum spectrum to periodic classical orbits»] Помилка: [undefined] Помилка: {{Lang}}: немає тексту (допомога): не вказано код мови (допомога) |
| 1994  | Річард Арновітт Стенлі Десер Чарлз Мізнер            | За їхню спільну розробку канонічного формалізму для загальної теорії відносності, яка прояснила деякі важливі фізичні питання, що стосуються гравітації, і заклала основу для сучасного теоретичного прогресу в гравітації та космології Оригінальний текст (англ.) [«For their joint development of a canonical formalism for general relativity which clarified some important physical issues pertaining to gravity and laid the foundation for modern theoretical advancement in gravity and cosmology»] Помилка: [undefined] Помилка: {{Lang}}: немає тексту (допомога): не вказано код мови (допомога) |
| 1995  | Роман Яцків                                          | За творче використання квантової теорії поля, щоб пролити світло на фізичні проблеми, включно з роботою над топологічними солітонами, теорією поля при високих температурах, існуванням аномалій і роллю цих аномалій у фізиці елементарних частинок Оригінальний текст (англ.) [«For his imaginative use of quantum field theory to throw light on physical problems, including his work on topological solitons, field theory at high temperatures, the existence of anomalies, and the role of these anomalies in particle physics»] Помилка: [undefined] Помилка: {{Lang}}: немає тексту (допомога): не вказано код мови (допомога) |
| 1996  | Рой Глаубер                                          | За важливий внесок у математичну фізику квантової оптики та короткохвильового розсіювання Оригінальний текст (англ.) [«For important contributions to the mathematical physics of quantum optics and short-wavelength scattering»] Помилка: [undefined] Помилка: {{Lang}}: немає тексту (допомога): не вказано код мови (допомога) |
| 1997  | Гаррі Леман                                          | |
| 1998  | Едвард Віттен Натан Зайберг                          | За їх вирішальний прогрес у з'ясуванні динаміки сильно пов'язаних суперсиметричних теорій поля та струн. Глибокі фізичні та математичні наслідки електромагнітної подвійності, яку вони використовували, розширили сферу математичної фізики Оригінальний текст (англ.) [«For their decisive advances in elucidating the dynamics of strongly coupled supersymmetric field and string theories. The deep physical and mathematical consequences of the electric-magnetic duality they exploited have broadened the scope of Mathematical Physics»] Помилка: [undefined] Помилка: {{Lang}}: немає тексту (допомога): не вказано код мови (допомога) |
| 1999  | Баррі Маккой У Дайцзюнь Олександр Замолодчиков       | За їх новаторську та проникливу роботу з класичної статистичної механіки, інтегрованих моделей та конформних теорій поля Оригінальний текст (англ.) [«For their ground-breaking and penetrating work on classical statistical mechanics, integrable models and conformal field theories»] Помилка: [undefined] Помилка: {{Lang}}: немає тексту (допомога): не вказано код мови (допомога) |
| 2000  | Сідні Коулман                                        | За значний внесок у розвиток і розуміння сучасних теорій елементарних частинок. Особливої уваги заслуговує його внесок у порушення симетрії та роль внутрішньої та просторово-часової симетрії, а також структуру розв'язків важливої моделі в квантовій теорії поля Оригінальний текст (англ.) [«For incisive contributions to the development and understanding of modern theories of elementary particles. Of particular note are his contributions to symmetry breaking and the roles played by internal and space-time symmetries as well as the structure of solutions to an important model in quantum field theory»] Помилка: [undefined] Помилка: {{Lang}}: немає тексту (допомога): не вказано код мови (допомога) |
| 2001  | Володимир Арнольд                                    | За фундаментальний внесок у наше розуміння динаміки та сингулярностей карт із глибокими наслідками для механіки, астрофізики, статистичної механіки, гідродинаміки та оптики Оригінальний текст (англ.) [«For his fundamental contributions to our understanding of dynamics and of singularities of maps with profound consequences for mechanics, astrophysics, statistical mechanics, hydrodynamics and optics»] Помилка: [undefined] Помилка: {{Lang}}: немає тексту (допомога): не вказано код мови (допомога) |
| 2002  | Джон Шварц Майкл Грін                                | За новаторську роботу в розвитку теорії суперструн Оригінальний текст (англ.) [«For his pioneering work in the development of superstring theory»] Помилка: [undefined] Помилка: {{Lang}}: немає тексту (допомога): не вказано код мови (допомога) |
| 2003  | Джеймс Йорк Івонн Шоке-Брюа                          | За окрему та спільну роботу з доведення існування та унікальності розв'язків рівнянь гравітаційного поля Ейнштейна для різноманітних джерел, а також для формулювання цих рівнянь з метою вдосконалення чисельних процедур розв'язування для реалістичних фізичних систем Оригінальний текст (англ.) [«For separate as well as joint work in proving the existence and uniqueness of solutions to Einstein's gravitational field equations for a variety of sources, and for formulating these equations so as to improve numerical solution procedures with relevance to realistic physical systems»] Помилка: [undefined] Помилка: {{Lang}}: немає тексту (допомога): не вказано код мови (допомога) |
| 2004  | Ґабріеле Венеціано                                   | За його піонерські відкриття в моделях подвійного резонансу, які, частково завдяки його власним зусиллям, розвинулися в теорію струн і основу для квантової теорії гравітації Оригінальний текст (англ.) [«For his pioneering discoveries in dual resonance models which, partly through his own efforts, have developed into string theory and a basis for the quantum theory of gravity»] Помилка: [undefined] Помилка: {{Lang}}: немає тексту (допомога): не вказано код мови (допомога) |
| 2005  | Джорджо Паризі                                       | За фундаментальні теоретичні відкриття в широких областях фізики елементарних частинок, квантової теорії поля та статистичної механіки; особливо для роботи на спінових стеклах і невпорядкованих системах Оригінальний текст (англ.) [«For fundamental theoretical discoveries in broad areas of elementary particle physics, quantum field theory, and statistical mechanics; especially for work on spin glasses and disordered systems»] Помилка: [undefined] Помилка: {{Lang}}: немає тексту (допомога): не вказано код мови (допомога) |
| 2006  | Деніел Фрідман Пітер ван Ньювенхейзен Серджо Феррара | За побудову супергравітації, першого суперсиметричного розширення загальної теорії відносності Ейнштейна, та за їх центральну роль у її подальшому розвитку Оригінальний текст (англ.) [«For constructing supergravity, the first supersymmetric extension of Einstein's theory of general relativity, and for their central role in its subsequent development»] Помилка: [undefined] Помилка: {{Lang}}: немає тексту (допомога): не вказано код мови (допомога) |
| 2007  | Джозеф Полчинскі Хуан Малдасена                      | За глибокі розробки в математичній фізиці, які висвітлили взаємозв'язки та започаткували основні напрямки досліджень у квантовій теорії поля, теорії струн і гравітації Оригінальний текст (англ.) [«For profound developments in Mathematical Physics that have illuminated interconnections and launched major research areas in Quantum Field Theory, String Theory, and Gravity»] Помилка: [undefined] Помилка: {{Lang}}: немає тексту (допомога): не вказано код мови (допомога) |
| 2008  | Мітчелл Фейгенбаум                                   | За розвиток теорії детермінованого хаосу, особливо універсального характеру подвоєння періоду, і за глибокий вплив цих відкриттів на наше розуміння нелінійних явищ у фізиці Оригінальний текст (англ.) [«For developing the theory of deterministic chaos, especially the universal character of period doubling, and for the profound influence of these discoveries on our understanding of nonlinear phenomena in physics»] Помилка: [undefined] Помилка: {{Lang}}: немає тексту (допомога): не вказано код мови (допомога) |
| 2009  | Ален Руе Карло Бекі Ігор Тютін Раймон Стора          | За відкриття та використання симетрії BRST для квантування калібрувальних теорій, що забезпечує фундаментальний і важливий інструмент для подальших розробок Оригінальний текст (англ.) [«For discovery and exploitation of the BRST symmetry for the quantization of gauge theories providing a fundamental and essential tool for subsequent developments»] Помилка: [undefined] Помилка: {{Lang}}: немає тексту (допомога): не вказано код мови (допомога) |
| 2010  | Майкл Айзенман                                       | За його розвиток підходу випадкових струмів до кореляцій, який вплинув на широке коло проблем, особливо його строгий непертурбативний доказ тривіальності теорії поля Æ4 Оригінальний текст (англ.) [«For his development of the random current approach to correlations which has had an impact on a wide variety of problems, especially his rigorous non-perturbative proof of the triviality of Æ4 field theory»] Помилка: [undefined] Помилка: {{Lang}}: немає тексту (допомога): не вказано код мови (допомога) |
| 2011  | Герберт Шпон                                         | За його фундаментальний внесок у нерівноважну статистичну механіку, прикладом якого є його точні розв'язки моделей росту та стаціонарних станів відкритих систем. Поєднуючи математичну точність із фізичним розумінням, його робота пояснює перехід від мікроскопічної до макроскопічної поведінки Оригінальний текст (англ.) [«For his seminal contributions to nonequilibrium statistical mechanics as exemplified by his exact solutions of growth models and stationary states of open systems. Combining mathematical rigor with physical insight his work elucidates the transition from microscopic to macroscopic behavior»] Помилка: [undefined] Помилка: {{Lang}}: немає тексту (допомога): не вказано код мови (допомога) |
| 2012  | Джованні Йона-Лазініо                                | За внесок у взаємодію між статистичною механікою, теорією поля та теорією елементарних частинок, включаючи спонтанне порушення симетрії, критичні явища та загальну теорію дисипативних систем Оригінальний текст (англ.) [«For contributions to the interaction between statistical mechanics, field theory and the theory of elementary particles, including spontaneous symmetry breaking, critical phenomena and a general theory of dissipative systems»] Помилка: [undefined] Помилка: {{Lang}}: немає тексту (допомога): не вказано код мови (допомога) |
| 2013  | Мітіо Дзімбо Шаблон:Міва Тецудзі                     | За глибокий розвиток інтегрованих систем та їх кореляційних функцій у статистичній механіці та квантовій теорії поля, використовуючи квантові групи, алгебраїчний аналіз та теорію деформацій Оригінальний текст (англ.) [«For profound developments in integrable systems and their correlation functions in statistical mechanics and quantum field theory, making use of quantum groups, algebraic analysis and deformation theory»] Помилка: [undefined] Помилка: {{Lang}}: немає тексту (допомога): не вказано код мови (допомога) |
| 2014  | Ґреґорі Мур                                          | За видатний внесок у математичну фізику з великим впливом у багатьох галузях, починаючи від теорії струн до суперсиметричної калібрувальної теорії, конформної теорії поля, фізики конденсованого середовища та теорії чотирьох різновидів Оригінальний текст (англ.) [«For eminent contributions to mathematical physics with a wide influence in many fields, ranging from string theory to supersymmetric gauge theory, conformal field theory, condensed matter physics and four-manifold theory»] Помилка: [undefined] Помилка: {{Lang}}: немає тексту (допомога): не вказано код мови (допомога) |
| 2015  | П'єр Рамон                                           | За новаторські фундаментальні відкриття в суперсиметрії та теорії суперструн, зокрема за дуальну модель ферміонів і теорію поля Калба-Рамонда Оригінальний текст (англ.) [«For pioneering foundational discoveries in supersymmetry and superstring theory, in particular the dual model of fermions and the theory of the Kalb-Ramond field»] Помилка: [undefined] Помилка: {{Lang}}: немає тексту (допомога): не вказано код мови (допомога) |
| 2016  | Ендрю Стромінджер Камран Вафа                        | За лідерство в численних центральних розробках у теорії струн, квантовій теорії поля та квантовій геометрії; включаючи взаємодію між теорією струн і геометрією Калабі-Яу і особливо для з'ясування походження ентропії чорної діри з мікроскопічних станів Оригінальний текст (англ.) [«For leadership in numerous central developments in string theory, quantum field theory, and quantum geometry; including the interplay between string theory and Calabi-Yau geometry and especially for their elucidation of the origin of black hole entropy from microscopic states»] Помилка: [undefined] Помилка: {{Lang}}: немає тексту (допомога): не вказано код мови (допомога) |
| 2017  | Карл Бендер                                          | За розробку теорії PT-симетрії в квантових системах і постійний основоположний внесок, який породив глибоку та творчу нову математику, вплинув на широкі сфери експериментальної фізики та надихнув покоління фізиків-математиків Оригінальний текст (англ.) [«For developing the theory of PT symmetry in quantum systems and sustained seminal contributions that have generated profound and creative new mathematics, impacted broad areas of experimental physics, and inspired generations of mathematical physicists»] Помилка: [undefined] Помилка: {{Lang}}: немає тексту (допомога): не вказано код мови (допомога) |
| 2018  | Баррі Саймон                                         | За його фундаментальний внесок у математичну фізику квантової механіки, квантової теорії поля та статистичної механіки, включаючи спектральну теорію, фазові переходи та геометричні фази, а також його численні книги та монографії, які зробили глибокий вплив на покоління дослідників Оригінальний текст (англ.) [«For his fundamental contributions to the mathematical physics of quantum mechanics, quantum field theory, and statistical mechanics, including spectral theory, phase transitions, and geometric phases, and his many books and monographs that have deeply influenced generations of researchers»] Помилка: [undefined] Помилка: {{Lang}}: немає тексту (допомога): не вказано код мови (допомога) |
| 2019  | Білл Сазерленд Франческо Калоджеро Мішель Годен      | За глибокий внесок у область точно розв'язуваних моделей у статистичній механіці та багатьох фізиках тіла, зокрема за побудову широко вивченого магніту Годена та моделей Калоджеро-Сазерленда, Шастрі-Сазерленда та Калоджеро-Мозера Оригінальний текст (англ.) [«For profound contributions to the field of exactly solvable models in statistical mechanics and many body physics, in particular the construction of the widely studied Gaudin magnet and the Calogero-Sutherland, Shastry-Sutherland, and Calogero-Moser models»] Помилка: [undefined] Помилка: {{Lang}}: немає тексту (допомога): не вказано код мови (допомога) |
| 2020  | Світлана Житомирська                                 | За роботу зі спектральної теорії майже періодичних операторів Шредінгера та суміжних питань у динамічних системах. Зокрема, за її роль у вирішенні проблеми Тен Мартіні, що стосується канторівської природи спектра всіх майже-Матьє операторів, а також у розвитку фундаментальних математичних аспектів явищ локалізації та переходу метал-ізолятор Оригінальний текст (англ.) [«For work on the spectral theory of almost-periodic Schrödinger operators and related questions in dynamical systems. In particular, for her role in the solution of the Ten Martini problem, concerning the Cantor set nature of the spectrum of all almost Mathieu operators and in the development of the fundamental mathematical aspects of the localization and metal-insulator transition phenomena»] Помилка: [undefined] Помилка: {{Lang}}: немає тексту (допомога): не вказано код мови (допомога)                            |
| 2021  | Джоел Лебовіц                                        | За основоположниі внески у нерівноважну та рівноважну статистичну механіку, зокрема, дослідження великих відхилень у нерівноважних стаціонарних станах і строгий аналіз ансамблів рівноваги Гіббса Оригінальний текст (англ.) [«For seminal contributions to nonequilibrium and equilibrium statistical mechanics, in particular, studies of large deviations in nonequilibrium steady states and rigorous analysis of Gibbs equilibrium ensembles»] Помилка: [undefined] Помилка: {{Lang}}: немає тексту (допомога): не вказано код мови (допомога) |
| 2022  | Антті Кпяйнен Кшиштоф Гавендзький                    | За фундаментальний внесок у квантову теорію поля, статистичну механіку та динаміку рідини з використанням геометричних, імовірнісних і ренормгрупових ідей Оригінальний текст (англ.) [«For fundamental contributions to quantum field theory, statistical mechanics, and fluid dynamics using geometric, probabilistic, and renormalization group ideas»] Помилка: [undefined] Помилка: {{Lang}}: немає тексту (допомога): не вказано код мови (допомога) |
| 2023  | Микита Нєкрасов                                      | За елегантне застосування потужних математичних методів для отримання точних результатів для квантових теорій поля, а також пролиття світла на інтегровані системи та некомутативну геометрію Оригінальний текст (англ.) [«Elegant application of powerful mathematical techniques to extract exact results for quantum field theories, as well as shedding light on integrable systems and non-commutative geometry»] Помилка: [undefined] Помилка: {{Lang}}: немає тексту (допомога): не вказано код мови (допомога) |